# Amblygobius
Amblygobius ist eine Gattung der Grundeln (Gobiidae). Die Fische leben küstennah im tropischen Indischen Ozean und im westlichen Pazifik im flachen Wasser auf Sandböden zwischen Korallenriffen.

## Merkmale
Amblygobius-Arten sind kleine oder mittelgroße Grundeln, die Längen bis zu 18 cm (Amblygobius albimaculatus) erreichen. Rücken- und Afterflosse sind nicht mit der Schwanzflosse zusammengewachsen. Die erste Rückenflosse wird von sechs dünnen, flexiblen Hartstrahlen gestützt, der erste Strahl der zweiten ist unsegmentiert. Die Bauchflossen sind zu einer Saugscheibe zusammengewachsen. Der Körper ist mit Rund- oder Kammschuppen bedeckt, Wangen und Kiemendeckel sind weitgehend schuppenlos. Beide Kiefer sind mit zwei bis drei Zahnreihen besetzt. Im Unterkiefer findet sich auf beiden Seiten je ein einzelner, gebogener Fangzahn. Auf dem Kopf sind die Sinnesporen vor allem in schräg stehende Reihen angeordnet.
Amblygobius ist nah mit den Gattungen Valenciennea und Signigobius verwandt. Die Arten aller drei Gattungen sind territorial, bilden monogame Paare und leben als grabende, den Bodengrund nach Nahrung durchsiebende Fische, die Sand aufnehmen, ihn durchkauen und die fressbaren Bestandteile mit den Kiemenreusen ausfiltern, während der Sand aus den Kiemenspalten rieselt.

## Arten
Innerhalb der Gattung Amblygobius kann man zwei Artengruppe nach ihrem äußeren Erscheinungsbild und dem Muster der Beschuppung unterscheiden. Die Arten der Amblygobius sphynx-Artengruppe sind relativ groß, kräftig und vor allem mit Kammschuppen bedeckt. Rundschuppen sind nur auf einem Mittelstreifen vor der Rückenflosse, den Seiten des Nackens und im oberen Bereich des Kiemendeckels vorhanden. Die vier Arten der Amblygobius nocturnus-Artengruppe sind kleiner (meist weniger als 6 bis 7 cm), schlanker, besitzen nur Rundschuppen und sind im oberen Bereich des Kiemendeckels und vor der Rückenflosse schuppenlos.
- Amblygobius sphynx-Artengruppe

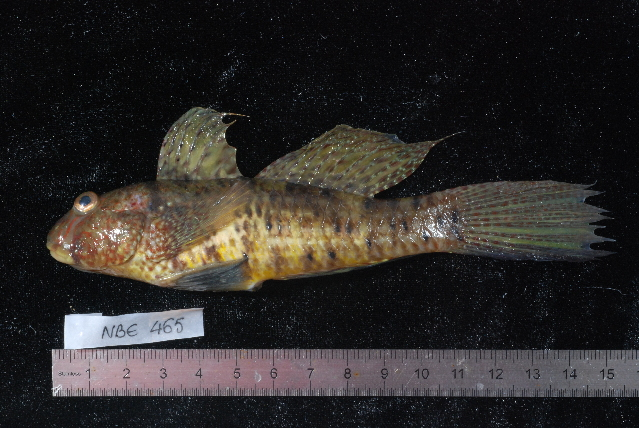
Amblygobius sphynx, die Typusart der Gattung

  - Amblygobius albimaculatus (Rüppell, 1830)
  - Amblygobius buanensis Herre, 1927
  - Amblygobius bynoensis Richardson, 1844
  - Amblygobius decussatus Bleeker, 1855
  - Amblygobius linki Herre, 1927
  - Amblygobius magnusi Klausewitz, 1968
  - Amblygobius perpusillus
  - Amblygobius phalaena Valenciennes in Cuvier & Valenciennes, 1837
  - Amblygobius semicinctus Bennett, 1833
  - Amblygobius sphynx Valenciennes in Cuvier & Valenciennes, 1837
  - Amblygobius stethophthalmus Bleeker, 1851
  - Amblygobius tekomaji Smith, 1959
- Amblygobius nocturnus-Artengruppe
  - Amblygobius calvatus Allen & Erdmann, 2016
  - Amblygobius cheraphilus Allen & Erdmann, 2016
  - Amblygobius esakiae Herre, 1939
  - Amblygobius nocturnus Herre, 1945

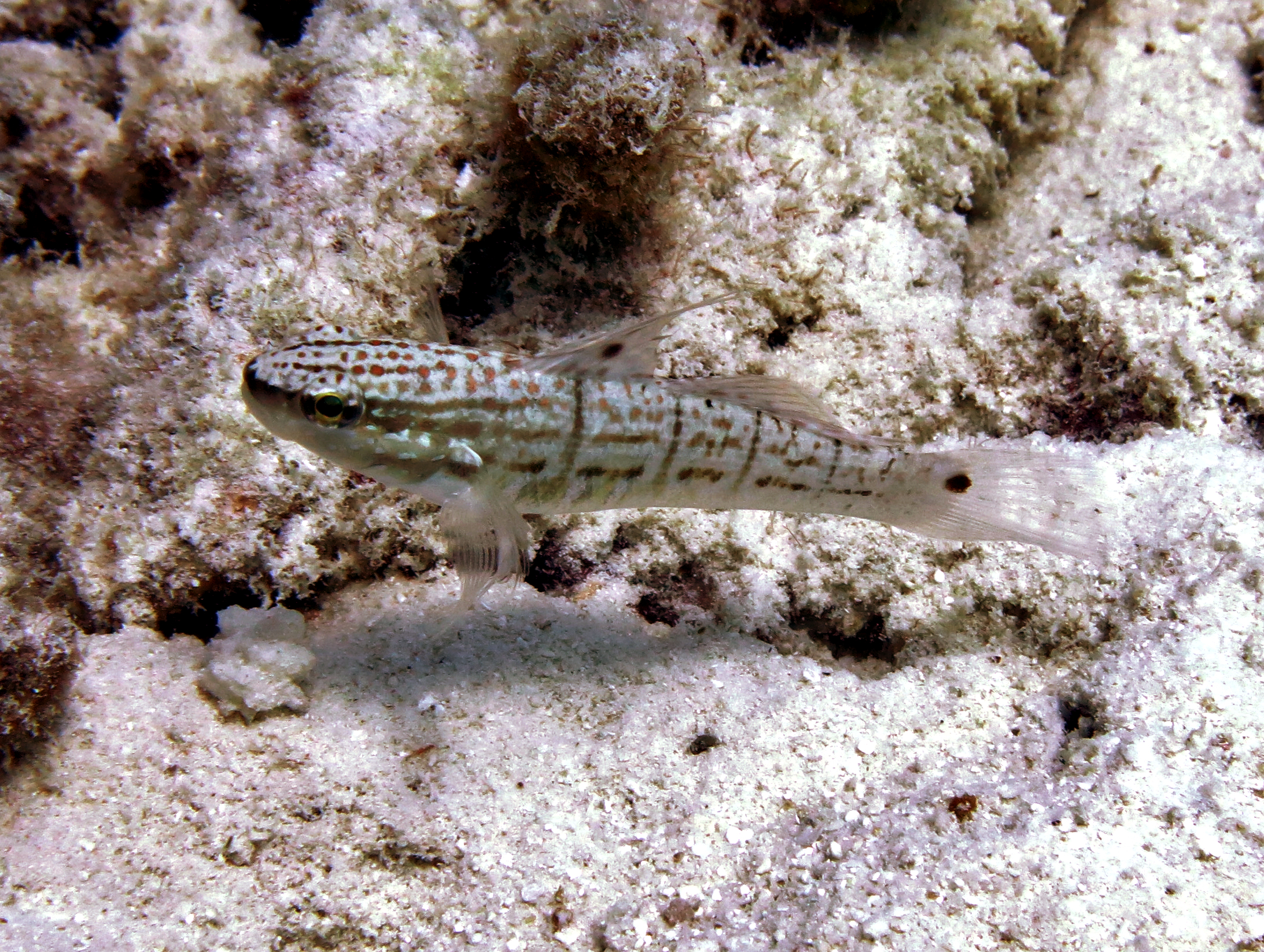
Amblygobius albimaculatus
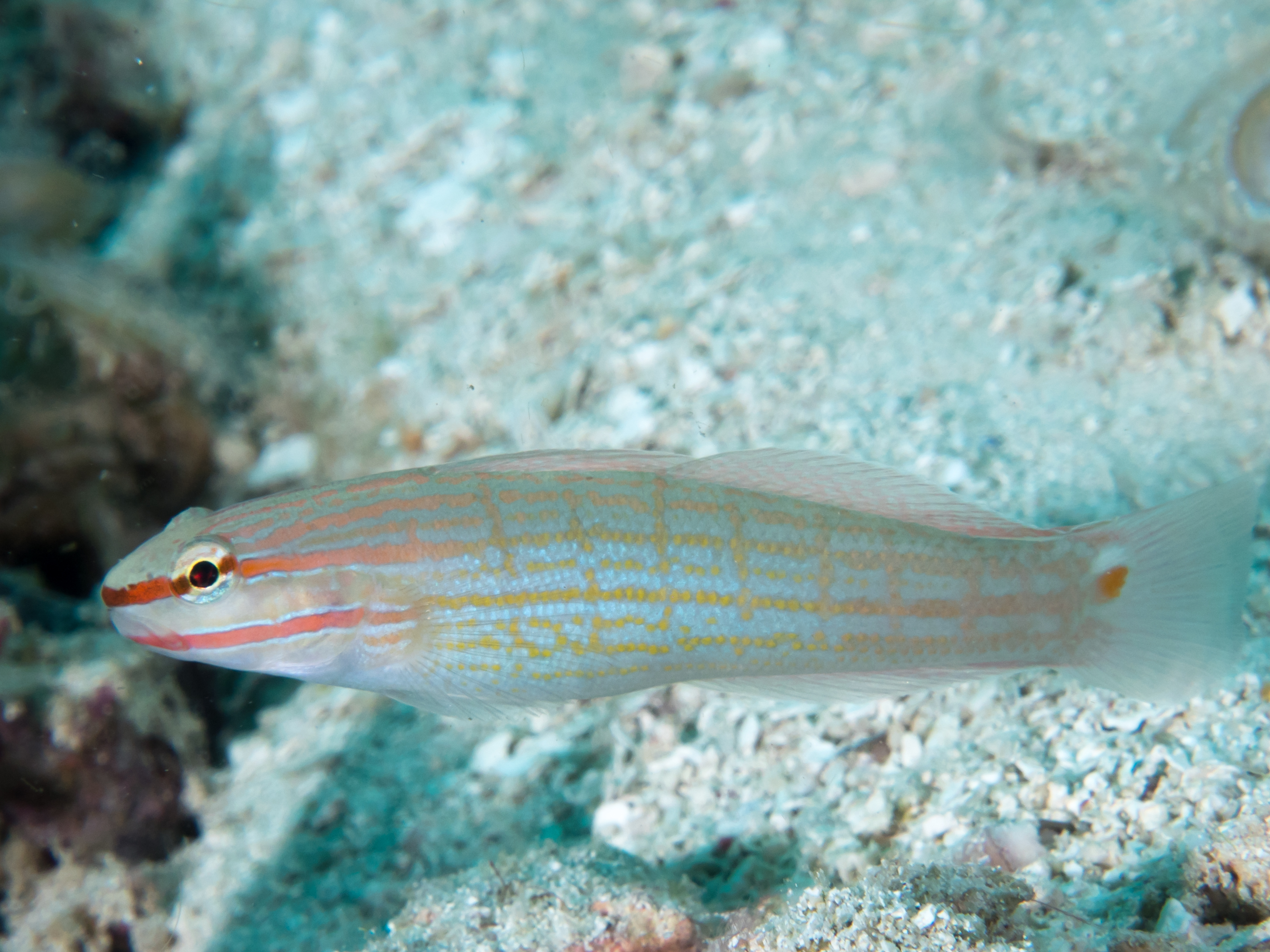
Amblygobius decussatus
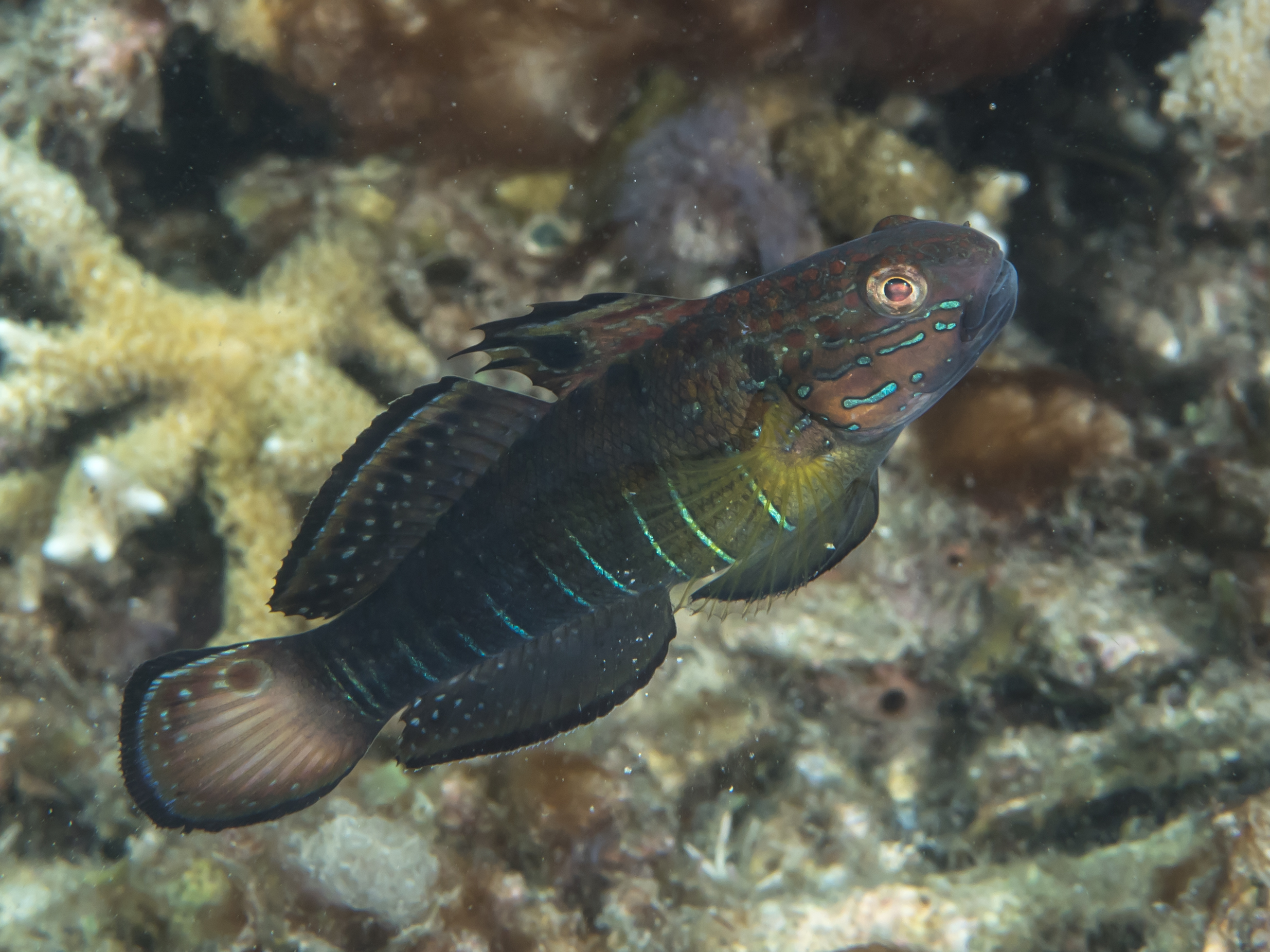
Amblygobius phalaena
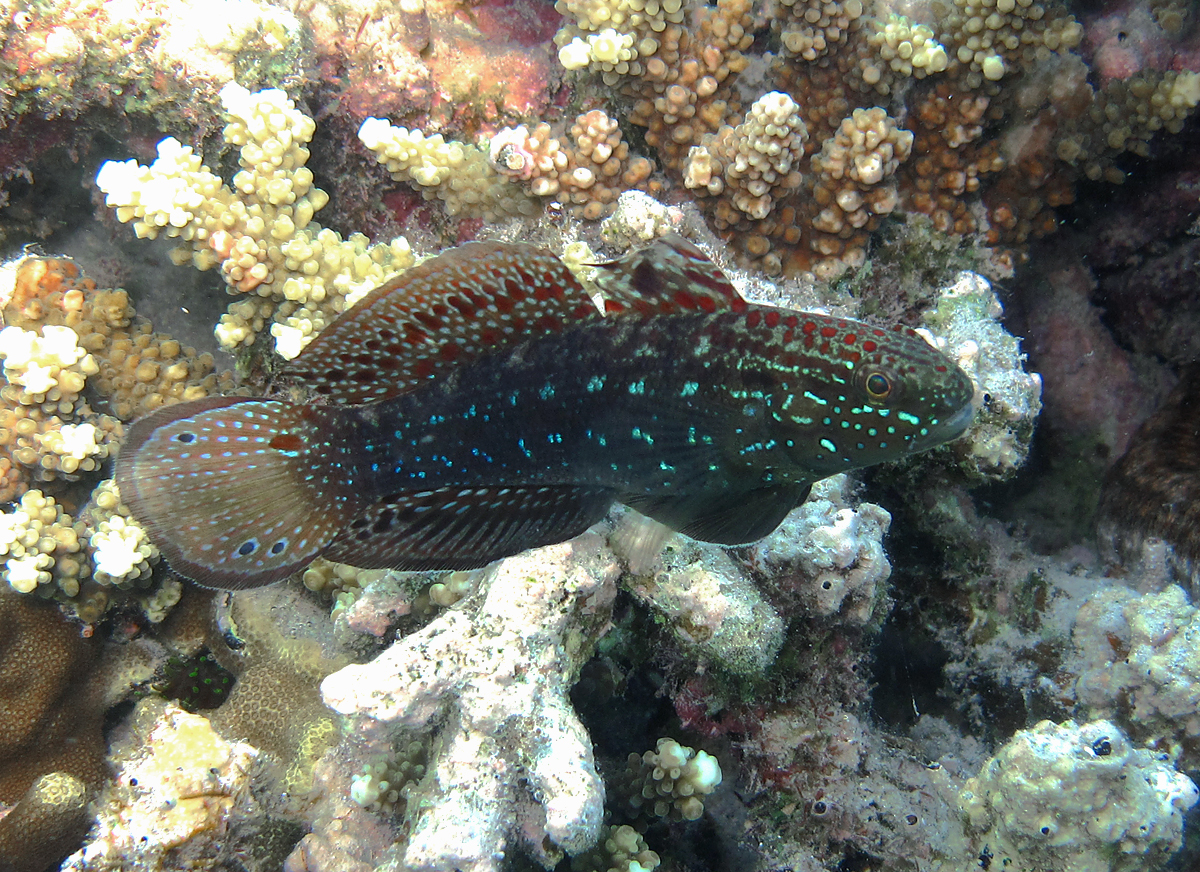
Amblygobius semicinctus
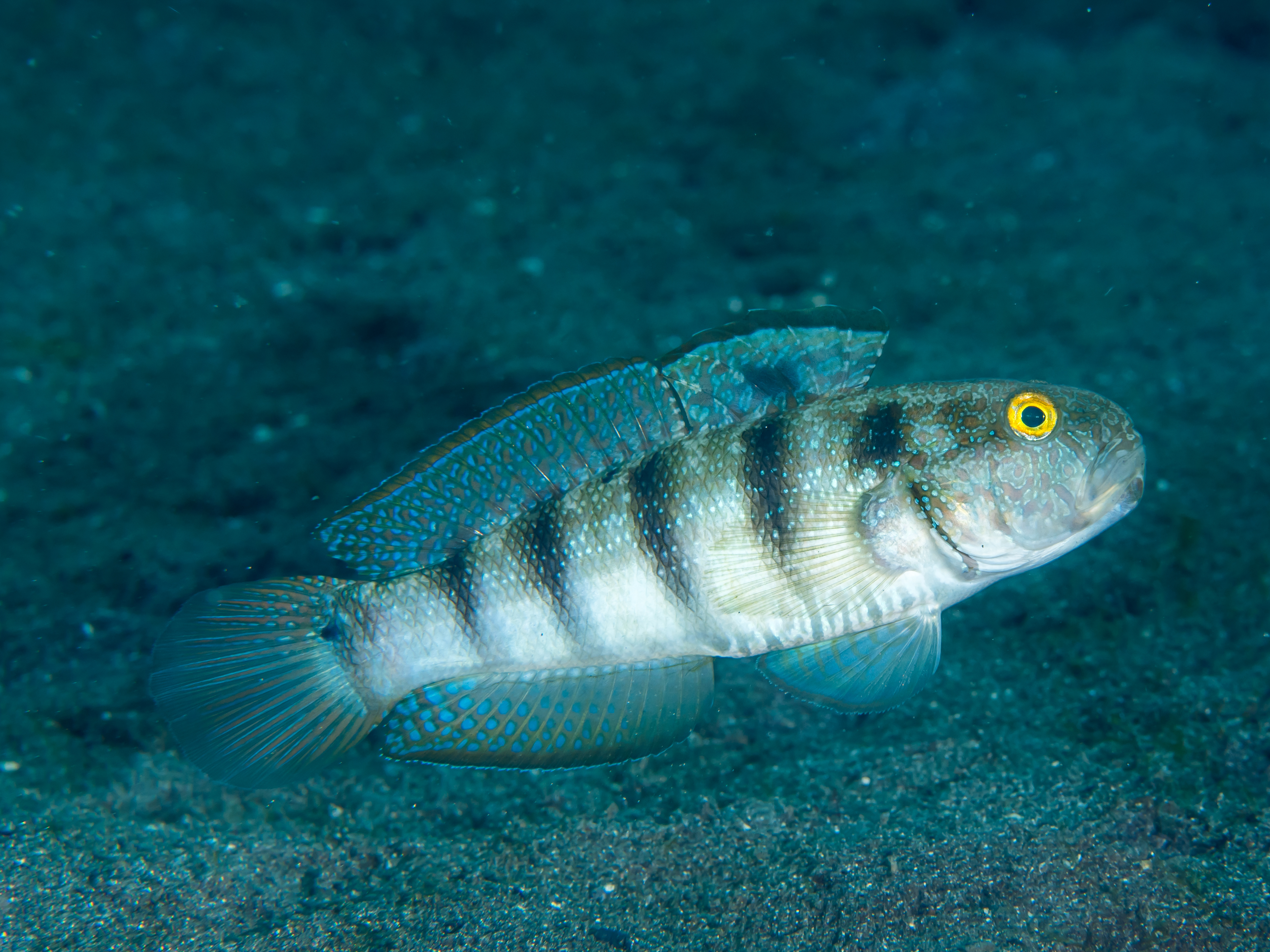
Amblygobius sphynx
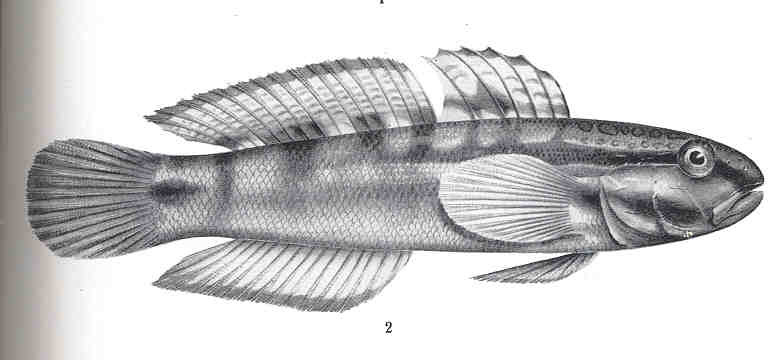
Amblygobius bynoeusis